# 58 Eridani

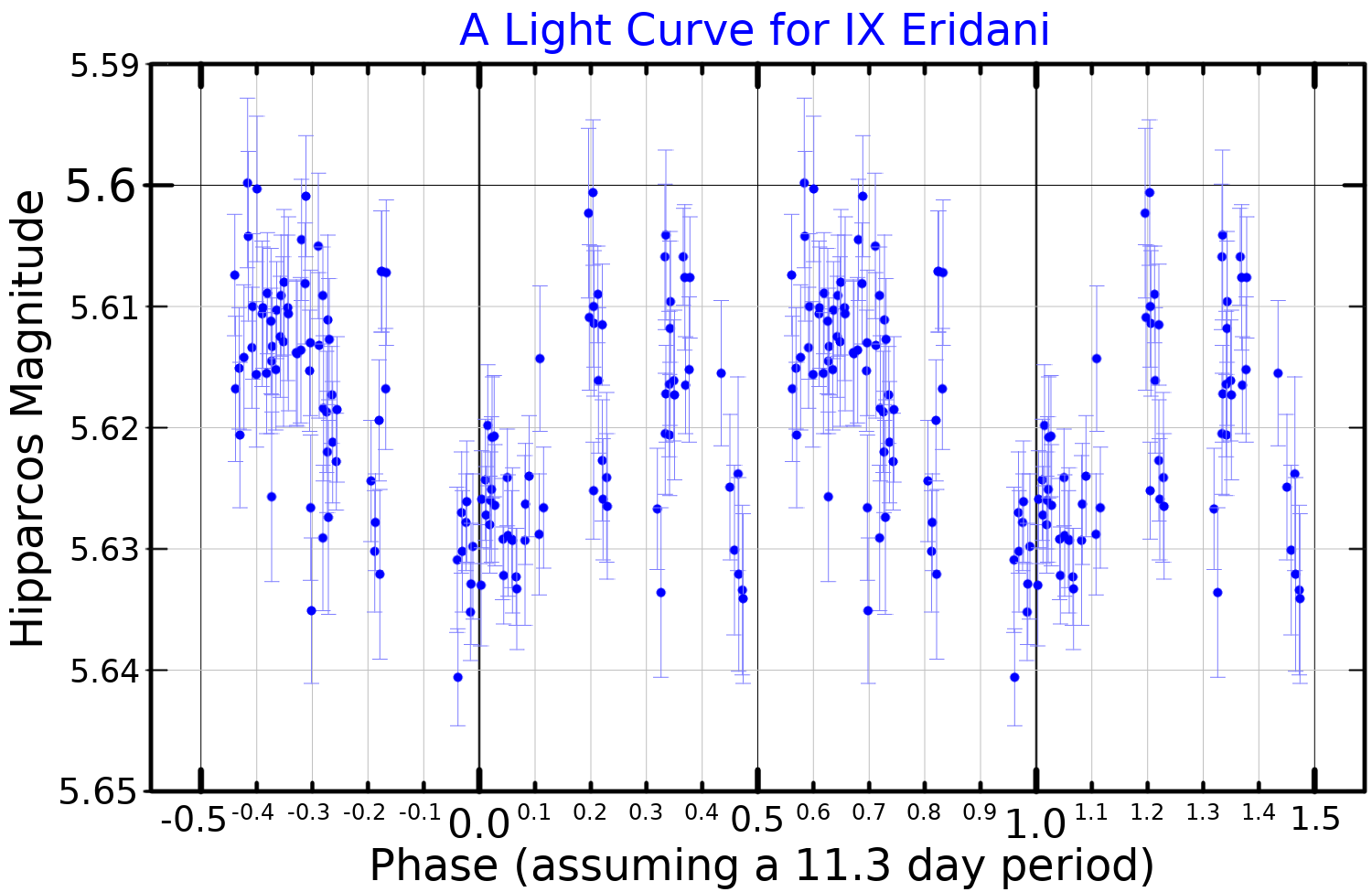
Lichtkromme van 58 Eridani

58 Eridani is een gele dwerg met een spectraalklasse van G3.V. De ster bevindt zich 43,18 lichtjaar van de zon.